# École du personnel navigant d'essais et de réception
L'École du personnel navigant d'essais et de réception (EPNER), és l'escola francesa de pilots de proves, amb seu a la base aèria d'Istre, França. Una de les cinc principals escoles pilot de prova a l'hemisferi occidental, EPNER manté estrets vincles amb les tres escoles; l'Empire Test Pilots' School (ETPS); la U.S. Air Force Test Pilot School dels Estats Units (USAFTPS) i la United States Naval Test Pilot School dels Estats Units (USNTPS).
EPNER proporciona formació per a pilots de proves, enginyers de proves de vol, enginyers de vol i tècnics que participen a les proves de vol i els controladors de trànsit aeri que participen en el control de les proves de vol.

## Graduats famosos
- Jacqueline Auriol, una aviadora francesa que va establir diversos rècords de velocitat mundials
- André Turcat, un pilot de proves francès
- Bernard Ziegler, un enginyer i pilot de proves francès